# کایدو کابرما
کایدو کابرما (استونیایی: Kaido Kaaberma؛ زادهٔ ۱۸ نوامبر ۱۹۶۸) شمشیرباز اهل استونی و اتحاد جماهیر شوروی بود.
وی در مسابقات بین‌المللی در مجموع برندهٔ ۱ مدال طلا، ۳ مدال نقره و ۳ مدال برنز شده‌است. 